# Mellie Uyldert
Mellifica "Mellie" Uyldert, född 31 maj 1908 i Blaricum, död 10 maj 2009 på Leendert Meeshuis, ett antroposofiskt vårdhem i Bilthhoven, var en nederländsk new age-författare, healer, ockultist och astrolog. Hon skrev cirka 30 esoteriska böcker vilka sammanlagt sålde över en miljon exemplar och har översatts till tyska, engelska, spanska, italienska, portugisiska och danska.

## Biografi
Mellifica Mellie Uyldert var dotter till Elize Marie Calisch och Emil Uyldert, båda vegetarianer och följare av Rein Leven-rörelsen, en rörelse som förespråkade avhållsamhet, vegetarianism, och vidhöll att sexualitet och kroppsliga nöjen hindrade människan från att uppnå "det högre". 
Sitt namn fick hon efter sin fars favoritdjur honungsbiet (Apis mellifica).
Hon växte upp med en ensamstående mor då hennes far 1912 lämnade henne och hennes mor för att flytta med Mellies barnskötare Louise Bäumler till New Jersey, USA.
Som artonåring började hon intressera sig för astrologi och gick i lära hos en frimurare i Hilversum vid namn "Herr Ram" som hade skrivit en bok och erbjöd kurser i ämnet. Hon läste vidare och började själv undervisa 1928. Samma år gick hon med i Nederlandse Vereniging voor Filosofie (Nederländska filosofiföreningen), men lämnade den redan ett år senare för att i stället studera esoterisk filosofi, teosofi och indisk astrologi. 

## Karriär
1934 gav Uydert ut sin första bok Handleiding voor de moderne keuken (Manual för det moderna köket, en vegetarisk kokbok), och från 1942 höll hon kurser och föredrag om örter. 
Under nazisternas ockupation av Nederländerna 1940-1945 skrev hon för 
NSB-tidningen (Nationaal-Socialistische Beweging, ett nederländskt nazistparti) Haagsch Maandblad om rasfrågor där hon bland annat beskrev utvisningen av judar som "en nödvändig sanering av samhället". Hon skrev även för Hamer (Hammaren), en nationalsocialistisk folktrostidning.
1946 började hon ge ut en egen tidning De Kaarsvlam (ljuslågan), som publicerades på både engelska och tyska. Hon var även journalist på Onkruid (Ogräs), en new age-tidning med stor läskrets och även skribent för Overleven van de rechtse Ekologische Beweging (Högerns ekologiska rörelses överlevnad). Under samma period var hon även lärare vid naturopatiska institut, bland annat Academie voor Natuurgeneeswijzen (Akademin för naturmedicin) och De Kosmos i Amsterdam.

### Kändisskap och kontroverser
På 1970-talet uppnådde hon nationellt kändisskap som TV-personlighet inom ockultism, men uppdagandet av hennes nationalsocialistiska bakgrund av antifascisten Felix Zwitser i hans De onbegrepen wijze maagd (Den missförstådda kloka jungfrun) 1984 gjorde henne till en kontroversiell figur och föranledde en landsflykt till Belgien och Kalmthout där hon elva år tidigare hade grundat Oasis Mellie Uyldert Foundation, ett center för naturterapeutisk behandling. 
Bland annat rapporterades det att Uyldert hade skrivit om runor och rasteori under nazistockupationen. När Uyldert inte tog avstånd från det hon skrivit efter Zwitsers avslöjande valde Onkruid att avsluta sitt samarbete med henne.
Även efter kriget fortsatte hon att skriva i sin egen tidning De Kaarsvlam om nazismen i positiva ordalag och i negativa ordalag om judar och icke-vita immigranter. De senare ville hon tvångsmässigt repatriera och hon ondgjorde sig över att Hitler förlorat kriget och all den rasblandning som följt av det.

## Konspirationsteorier
Uydert trodde på hemliga sällskap och en global finanselit som samarbetade för att implementera vissa initiativ i syfte att behålla sitt världsherravälde.